# 田明理
田明理（?—?），陝西省城固縣人，清朝政治人物、同進士出身。
光緒三十年（1904年），會試第167名，殿試登進士三甲113名。后官四川灌縣知縣。著有《伟仲文稿》。